# Эхинацеи настойка
Эхинацеи настойка (Echinaceae tinctura) — настойка травы эхинацеи пурпурной на этиловом спирте, позиционируемая производителями в качестве средства для облегчения симптомов простуды и гриппа, однако, согласно исследованиям, не оказывающая никакого эффекта при простудных заболеваниях. Зарегистрирована в ряде стран (в том числе в России и Великобритании) в качестве традиционного растительного средства без проведения клинических испытаний, научно доказывающих эффективность. Данные об отрицательных результатах крупных клинических испытаний оказали лишь умеренное и временное влияние на популярность и продажи эхинацеи.
Прозрачная или опалесцирующая жидкость от зеленовато-жёлтого до желтовато-коричневого цвета. При хранении возможно выпадение осадка. Состав:
- Эхинацеи пурпурной трава — 200 г.
- Спирт этиловый 40 % до получения 1 литра настойки.

Противопоказания — повышенная чувствительность к препарату, аутоиммунные заболевания, рассеянный склероз, туберкулез, лейкоз, беременность, период лактации. В качестве побочных действий возможны аллергические реакции. Отпускается без рецепта врача. В связи со значительным содержанием этилового спирта (40—60 %) следует применять с осторожностью при хронических заболеваниях печени, алкоголизме.
Утверждения, что эхинацея «укрепляет» иммунную систему или полезна при инфекциях, не основаны на каких-либо убедительных клинических доказательствах. Существует множество небольших и плохо контролируемых исследований действия эхинацеи, показывающих неоднозначные результаты. Даже более крупные и в некоторой степени контролируемые исследования дают неоднозначные результаты, но результаты всех крупнейших и наиболее контролируемых исследований отрицательны. Согласно данным обзора Кокрейновского сотрудничества, эхинацея не эффективна для предотвращения или лечения простуды.